# Пресноводные окуни
Пресново́дные о́куни (лат. Perca) — род рыб семейства окунёвых (Percidae), отряда окунеобразных (Perciformes).

## Характеристика рода

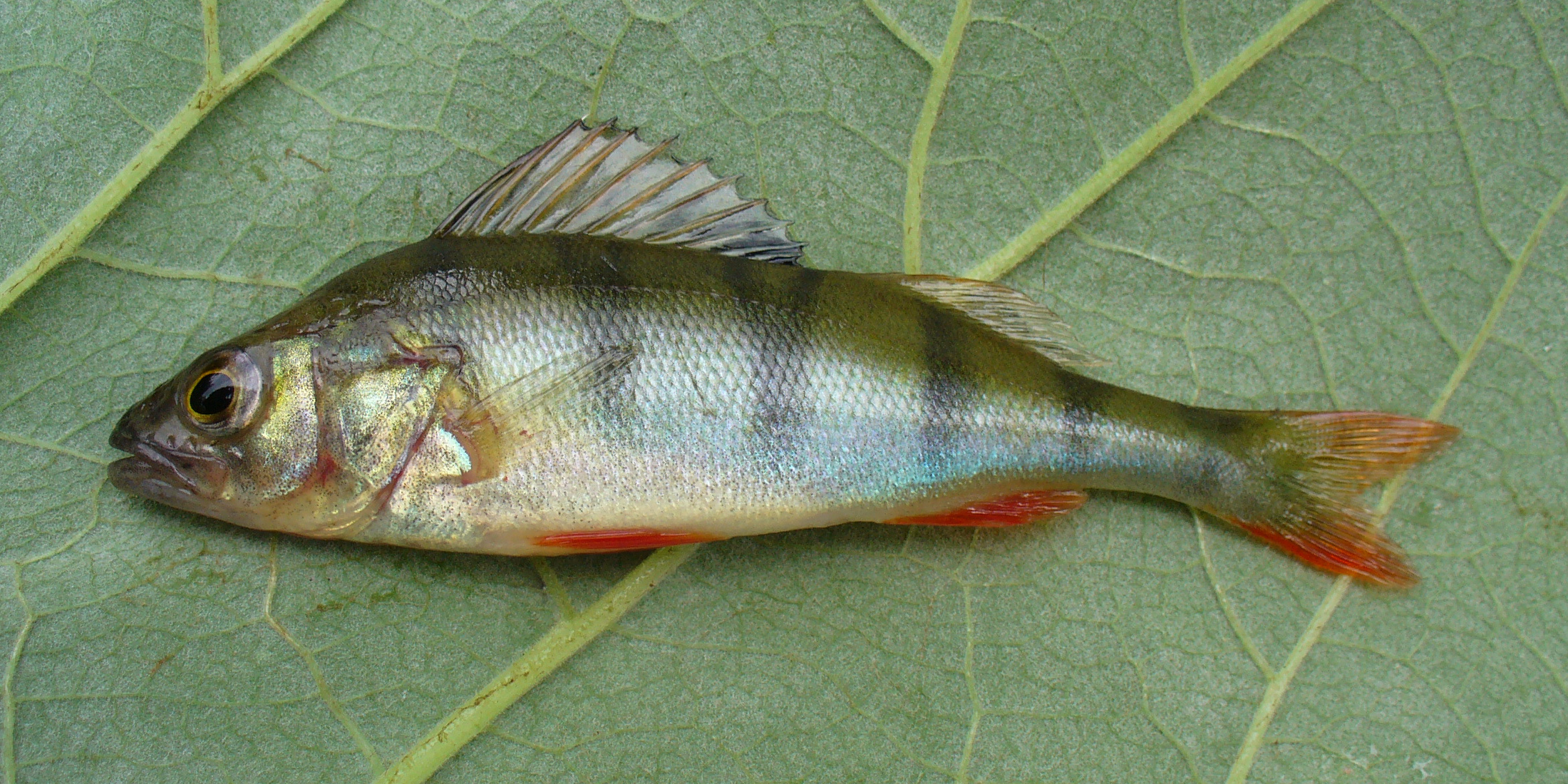
Речной окунь
(Perca fluviatilis)

Тело веретеновидное, сжатое с боков, покрытое мелкой, крепкосидящей, ктеноидной чешуёй. На щеках чешуя имеется, голова сверху голая. На челюстях зубы щетинковидные, многорядные; нёбные кости и сошник с зубами, язык без зубов. Жаберные крышки с одним шипом, предкрышечная и предглазничная кости зазубрены. Жаберных лучей 7. 
Два спинных плавника: первый с 13 или 14 жёсткими колючими лучами, анальный плавник с двумя передними колючими лучами. Позвонков более 24. 
Род насчитывают три вида, которые водятся в пресных и отчасти солоноватых водах умеренного пояса северного полушария.

## Места обитания
Окуни держатся преимущественно в местах с тихим течением, мелкие и средние летом — преимущественно на небольшой глубине, в местах сильно заросших водяными растениями, где они устраивают засаду на мелкую рыбу, крупные окуни всегда держатся в более глубоких местах. 

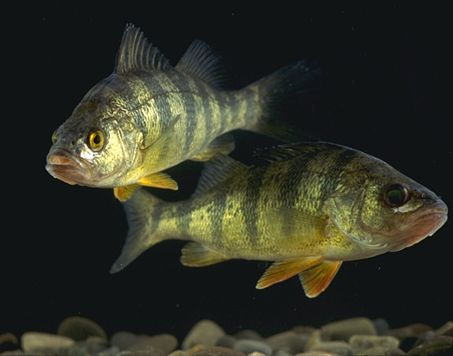
Жёлтый окунь
(Perca flavescens)

В некоторых озёрах, например, Онежском и Боденском, речной окунь встречается на глубине 80 метров. Окуни держатся обыкновенно небольшими стайками, но перед нерестом и в конце лета собираются в большие стаи. Окуни хищны и крайне прожорливы, поедают самых разнообразных гидробионтов: мелких рыбок, рыбью икру, насекомых, червей, головастиков, ракообразных, особенно бокоплавов, а крупные — и речных раков.
По своей крайней хищности и прожорливости при сильной плодовитости окуни могут приносить значительный вред в прудах и озёрах с более ценными породами рыб (карпами, лещами, судаками, форелями): они истребляют сначала часть икры, а потом мальков и могут сделать разведение данной рыбы невозможным. В этих случаях приходится прибегать к истреблению окуней путём вылавливания их частыми неводами или вылавливания икры. Напротив, в водах с малоценными породами рыбы разведение окуней может доставить выгоды. Окуни истребляются водяными птицами, скопою, крупными хищными рыбами; иногда много их гибнет при замерзании прудов от недостатка воздуха. Несмотря на свою многочисленность, окунь не имеет большого промыслового значения.

## Виды
Род включает 3 вида:
- Perca flavescens — Жёлтый окунь
- Perca fluviatilis — Речной окунь
- Perca schrenkii — Балхашский окунь